# چیگوو، وئیودشیپ پومرانیان غربی
چیگوو، وئیودشیپ پومرانیان غربی (به لاتین: Trzygłów, West Pomeranian Voivodeship) یک روستای لهستان در لهستان است که در Gmina Gryfice واقع شده‌است.

## خصوصیات
چیگوو ۶۷۰ نفر جمعیت دارد.